# 三師
三師（さんし）は、太師、太傅、太保の呼称。古くは三公と呼ばれたが、北魏から三師と呼ばれた。
個々の官職は、周代に設けられたと伝えられるもので、王を補佐する絶大な権力を持っていた。皇帝が幼少であるなど、執政をすることができない時、政務を担当した。時代を経るにしたがい、実務のない名誉職となった。九品中正法以後、三師は正一品相当官と規定された。
現代の日本では、医師・歯科医師・薬剤師を総称して「三師」という。